# Abdel Aziz Thiam
Abdel Aziz Thiam, né le 19 juin 1954 à Abidjan, est un homme politique de Côte d'Ivoire, ministre des Transports sous Laurent Gbagbo. Il est membre du PDCI.

## Biographie

### Etudes
Après avoir obtenu un baccalauréat C au lycée Descartes de Rabat au Maroc, Abdel Aziz Thiam passe trois années en classes préparatoires au lycée privé Sainte-Geneviève de Versailles à l'issue desquelles il rentre à l'École centrale Paris. Il est diplômé en 1979.

### Carrière
Il devient ingénieur à la CCGA-Dumez en 1979 (travaux publics /bâtiment) puis, en 1984, le directeur général de la société. Il est alors maître d’ouvrage de la basilique de Yamoussoukro.
En 1993, il devient PDG de la Société ivoirienne de Chemin de Fer (SICE) pour superviser la privatisation du rail ivoirien,. Il rejoint ensuite le groupe Bolloré de 1995 à 2006 comme directeur général de Sitrail.
Quelques semaines après avoir été désigné directeur régional chargé des chemins de fer du groupe Bolloré, Abdel Aziz Thiam est nommé des Transports en septembre 2006 sous Laurent Gbagbo. Il le reste jusqu'en avril 2007.
Il rejoint ensuite le logisticien Necotrans à Paris comme conseiller spécial du président, chargé des projets d’infrastructures pour les implantations africaines,.

### Activités politiques
Abdel Aziz Thiam a été nommé membre du bureau politique du PDCI par le président Félix Houphouët-Boigny en 1990.

## Famille
Né en Côte d'Ivoire, Abdel Aziz Thiam est issu de deux familles africaines influentes.
Sa mère est la nièce de Félix Houphouët-Boigny (sa grand-mère maternelle Aka Amoin Thérèse est la cousine de ce dernier), fondateur et premier président de Côte d'Ivoire.
Son père, Amadou Thiam, est un journaliste né au Sénégal, diplômé de l’Institut international de journalisme de Strasbourg. Il émigre en Côte d'Ivoire en 1947 et soutient Houphouët-Boigny dans son combat pour l’indépendance de la Côte d’Ivoire. En 1959, il est nommé directeur de Radio Côte d’Ivoire et est deux fois ministre de l'information sous le régime de ce dernier (1963 et dans les années 1980),. En août 1963, après quelques mois au ministère de l'Information, son père est arrêté avec une trentaine de personnes soupçonnées d’avoir fomenté un complot contre le président. Finalement mis hors de cause, Amadou Thiam est nommé ambassadeur au Maroc en 1966. Abdel Aziz Thiam passe ainsi plusieurs années à Rabat. Son oncle Habib Thiam est Premier ministre du Sénégal pendant plus de dix ans ainsi que président de l’Assemblée nationale du Sénégal.
Abdel Aziz Thiam appartient à une fratrie de sept enfants (quatre frères et deux sœurs), qui compte notamment Tidjane Thiam, homme d'affaires et ancien directeur général du Crédit suisse, et Augustin Thiam, ministre-gouverneur de Yamoussoukro.
Il est père de six enfants.